# Rue Étroite-du-Dunaj
La rue Étroite-du-Dunaj (polonais : ulica Wąski Dunaj) est une voie de Varsovie, en Pologne.

## Situation et accès
Située dans l'arrondissement de Śródmieście (Centre-ville), la « rue Étroite-du-Dunaj »  débute place du Marché-de-la-Vieille-Ville et rue Nowomiejska et se termine rue Podwale.

## Origine du nom
La rue tire son origine du nom du ruisseau Danube (pl), qui prend sa source sur l’actuelle rue Szeroka-Dunaj et se jette dans les douves qui longent la rue Podwale.

## Historique
Toute la rue a été détruite en 1944.

## Sources
- (pl) Cet article est partiellement ou en totalité issu de l’article de Wikipédia en polonais intitulé « Ulica Wąski Dunaj w Warszawie » (voir la liste des auteurs).